# Naamwoordgroep
Een naamwoordgroep of  naamwoordelijk zinsdeel, soms aangeduid met NP (naar het Engelse noun phrase), is in de syntaxis een uit één of meerdere woorden bestaande constituent waarvan het syntactische hoofd een zelfstandig naamwoord, bijvoeglijk naamwoord of voornaamwoord is. Deze definitie omvat een vrij groot aantal syntactische eenheden, niet alleen nominale constituenten maar ook voorzetselconstituenten. 
Als het syntactische hoofd van een naamwoordgroep een bijvoeglijk naamwoord is, dan is dit bijvoeglijk naamwoord zelfstandig gebruikt, bijvoorbeeld: Hij geeft niets aan de berooiden. Als het syntactische hoofd een zelfstandig naamwoord is dat bijvoorbeeld wordt vergezeld door een lidwoord of bepaling - bijvoorbeeld een boek of groente van de supermarkt -, spreekt men van een zelfstandignaamwoordgroep. 
Bijna alle talen kennen naamwoordgroepen. Tot de weinige uitzonderingen behoren (vermoedelijk) het Tuscarora en Cayuga. 

## Vorm
Naamwoordgroepen komen voor in combinatie met andere elementen (ook wel modificeerders genoemd, in het Engels modifiers):
- determinatoren: dit zijn met name lidwoorden, aanwijzende voornaamwoorden, telwoorden, bezittelijke voornaamwoorden en kwantoren.
- attributen: dit zijn met name bijvoeglijke naamwoorden en bijvoeglijke bepalingen.
- complementen: dit zijn met name bijwoordelijke bepaling en inhoudsbijzinnen.
- bepalingen: dit zijn met name bijwoordelijke bepalingen en bijvoeglijke bepalingen. Het verschil tussen complementen en bepalingen is dat deze laatste alleen informatie verschaffen die niet onmisbaar is om de rest van de zin te begrijpen. Zo is in de zin : Die man (die ik gisteren nog tegenkwam) zit de boel op te stoken  het zinsdeel Die man de naamwoordgroep en het zinsdeel tussen haakjes de bepaling.

## Functie
Naamwoordgroepen kunnen in principe bijna alle grammaticale functies vervullen, dus niet alleen die van onderwerp, lijdend voorwerp enz. maar bijvoorbeeld ook die van naamwoordelijk gezegde: Hij is een blonde jongen. Het feit dat naamwoordgroepen zowel de functie van onderwerp als van naamwoordelijk deel kunnen vervullen ligt mede aan de basis van syllogismen.   